# All the Girls in the World Beware!!!
| Recensione                        | Giudizio    |
| --------------------------------- | ----------- |
| AllMusic                          | [ 3 ]       |
| The New Rolling Stone Album Guide | [ 4 ]       |
| Sputnikmusic                      | 3.3 (Great) |
| Dizionario del Pop-Rock           | [ 6 ]       |
| 24.000 dischi                     | [ 7 ]       |

All the Girls in the World Beware!!! è un album discografico a nome dei Grand Funk, pubblicato dalla casa discografica Capitol Records nel dicembre del 1974.

## Tracce

### LP
Lato A
1. Responsibility – 3:40 (Mark Farner)
2. Runnin' – 4:05 (Don Brewer, Craig Frost)
3. Life – 4:56 (Mark Farner)
4. Look at Granny Run Run – 2:34 (Mort Shuman, Jerry Ragovoy)
5. Memories – 3:39 (Mark Farner)

Lato B
1. All the Girls in the World Beware – 3:23 (Craig Frost, Mark Farner)
2. Wild – 2:50 (Mark Farner)
3. Good & Evil – 7:34 (Craig Frost, Don Brewer)
4. Bad Time – 2:55 (Mark Farner)
5. Some Kind of Wonderful – 3:16 (John Ellison)

## Formazione
- Mark Farner - voce, chitarra, chitarra acustica, percussioni
- Craig Frost - organo, tastiere, percussioni, accompagnamento vocale-cori
- Mel Schacher - basso
- Don Brewer - voce, batteria, percussioni

Note aggiuntive
- Jimmy Ienner - produttore
- Registrazioni effettuate al The Swamp
- Shelly Yakus - ingegnere delle registrazioni
- Kevin Ayers e Rod O'Brien - assistenti ingegneri delle registrazioni
- Tony Camillo - arrangiamento strumenti ad arco e strumenti a fiato
- Mixaggio effettuato al The Record Plant
- Mastering effettuato al The Cutting Room
- Lynn Goldsmith e Andrew Cavaliere - progetto album, design e fotografia dei Grand Funk
- Neil Adams - poster art
- Ted Staidle - color prints[9]

## Classifica
Album
| Anno | Classifica    | Posizione raggiunta |
| ---- | ------------- | ------------------- |
| 1975 | Billboard 200 | 10                  |

Singoli
| Anno | Titolo del brano       | Classifica            | Posizione raggiunta |
| ---- | ---------------------- | --------------------- | ------------------- |
| 1975 | Some Kind of Wonderful | Billboard Hot 100     | 3                   |
| 1975 | Bad Time               | Billboard Hot 100     | 4                   |
| 1975 | Some Kind of Wonderful | Hot R&B/Hip-Hop Songs | 85                  |